# Rosay-sur-Lieure
Rosay-sur-Lieure é uma comuna francesa na região administrativa da Normandia, no departamento de Eure. Estende-se por uma área de 8,22 km². Em 2010 a comuna tinha 528 habitantes (densidade: 64,2 hab./km²).